# 死亡晚宴
《死亡晚宴》（英語：Thirteen at Dinner）是一部1985年英美製作的電視推理片，讲述比利時偵探赫丘勒·白羅的故事，由羅德·白朗寧改編自阿加莎·克里斯蒂1933年小說《人性记录》，由盧·安東尼奧執導，皮特·乌斯蒂诺夫、費·唐娜薇、喬納森·塞西爾、黛安·基恩、比·乃爾和大衛·蘇切特（后来在長期播出的電視劇《大侦探波洛》中饰演白羅）主演。本片於1985年10月18日在CBS電視台首播。

## 剧情
赫丘勒·白羅與演員布赖恩·马丁一起出現在大卫·弗罗斯特的脫口秀節目中。马丁的搭檔简·威尔金森也加入了节目之中，後來發現她其实是威尔金森的模仿者，名叫卡洛塔·亚当斯。亚当斯對威尔金森的模仿是如此完美，以至於連马丁自己都愚弄了。马丁、白羅和白羅的助手亞瑟·海斯汀上尉參加了一個晚宴，真正的简·威尔金森找到白羅，請求他幫助她與丈夫埃奇韦尔勋爵离婚。白羅同意了，后来卻發現埃奇韦尔勋爵其实已經批准了離婚。
第二天，埃奇韦尔勋爵被人發現死亡。他的手下堅稱一定是威尔金森殺了他，因為她之前曾威脅過一次。傑派探長準備逮捕威尔金森，但她有不在场证明：她當時正在與另外12個人一起參加晚宴。卡洛塔·亚当斯也被謀殺後，白羅决定展開調查，這讓傑派很惱火。最終，人們發現简·威尔金森確實謀殺了丈夫，並僱用亚当斯代替她參加晚宴，以便為自己提供不在场证明。然後她殺死了亚当斯以確保事情不会败露。

## 演员
- 皮特·乌斯蒂诺夫 饰 赫丘勒·白羅
- 費·唐娜薇 饰 简·威尔金森/卡洛塔·亚当斯
- 喬納森·塞西爾（英语：Jonathan Cecil） 饰 亞瑟·海斯汀
- 比·乃爾 饰 罗纳德·马什
- 黛安·基恩（英语：Diane Keen） 饰 珍妮·德赖弗
- 大衛·蘇切特 饰 詹姆斯·傑派探長
- 約翰·斯特萊德（英语：John Stride） 饰 电影导演
- 貝內迪克特·泰勒（英语：Benedict Taylor） 饰 唐纳德·罗斯
- 李·荷斯利（英语：Lee Horsley） 饰 布赖恩·马丁
- 艾倫·卡特伯森（英语：Allan Cuthbertson） 饰 蒙塔古·科纳爵士
- 約翰·巴隆（英语：John Barron (actor)） 饰 乔治·埃奇韦尔勋爵
- 萊斯利·丹露帕（英语：Lesley Dunlop） 饰 艾丽斯·本内特
- 愛薇兒·艾爾加（英语：Avril Elgar） 饰 卡罗尔小姐
- 阿曼達·佩斯（英语：Amanda Pays） 饰 杰拉尔丁·马什
- 約翰·昆比（英语：John Quarmby） 饰 蒙塔古爵士的管家
- 潘蜜拉·薩勒姆（英语：Pamela Salem） 饰 怀尔德本夫人
- 盧·安東尼奧（英语：Lou Antonio） 饰 電影製片人
- 大卫·弗罗斯特 饰 自己
- 東尼·霍克 饰 宴会时幕后的男子
- 蘇·洛依德（英语：Sue Lloyd） 饰 会面时幕后说话的女子（演員表未列出）

## 制作
《死亡晚宴》是皮特·乌斯蒂诺夫爵士飾演赫丘勒·白羅的三部電視影片中的第一部。這三部作品的背景都是现代的，而不是原作故事发生的時代。乌斯蒂诺夫还曾在兩部院线電影中飾演过白羅，此前这一角色由亞伯特·芬尼饰演。